# Mikrotext
mikrotext ist ein 2013 von Nikola Richter gegründeter Berliner Verlag für digitale Literatur und neue Formen des Erzählens.

## Verlagsprofil
Schwerpunkt des Verlags sind Texte, die von gesellschaftlichen Debatten inspiriert sind. Der Verlag ist wichtig für neueste, vor allem deutschsprachige Literaturen, die Zeitgenossenschaft dokumentieren und Perspektiven in die Zukunft schreiben.
Neben literarischen Veröffentlichungen einzelner Autoren und Autorinnen, oft auch Debüts, erscheinen auch Übersetzungen, Sammelbände und sogenannte „Mitmachbücher“, z. B. das Songbook Ich brauche eine Genie (herausgegeben von Kersty und Sandra Grether).

## Autoren (Auswahl)
- Rasha Abbas
- Stefan Adrian
- Puneh Ansari
- Lavinia Braniște
- Yevgeniy Breyger
- Arthur Cravan
- Jan Fischer
- Franzobel
- Heike Geißler
- Dinçer Güçyeter
- Hussein Jinah
- Sarah Khan
- Alexander Kluge
- Jan Kuhlbrodt
- Undine Materni
- Aboud Saeed
- Stefanie Sargnagel
- Robert Stripling
- Anton Artibilov

## Auszeichnungen
- 2014: Young Excellence Award
- 2016: Berlin’s Best
- 2017: Shortlist für den Deutschen E-Book Award mit Cloudpoesie
- 2018: 1. Preis beim digivis Contest des Berliner Senats mit pixelcraft innovation
- 2019: Deutscher Verlagspreis
- 2020: Deutscher Verlagspreis
- 2021: Nominierung zum Berliner Verlagspreis (Shortlist)
- 2023: Deutscher Verlagspreis
- 2024: Kurt-Wolff-Förderpreis[4]